# Снежное ружьё

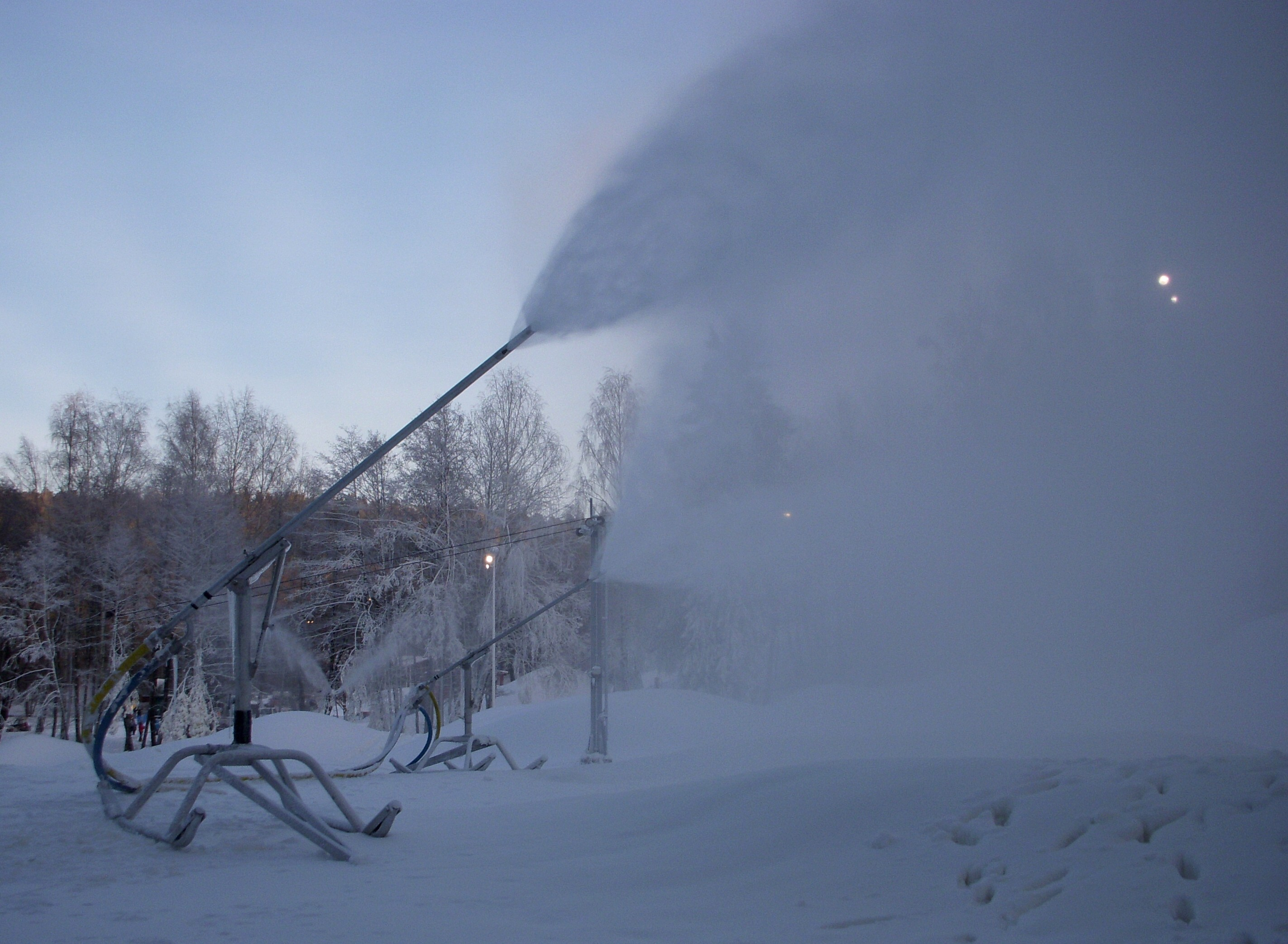
Снежные ружья в процессе производства снега

Снежное ружьё (англ. snow lance, нем. Schneelanze) — устройство для производства искусственного снега. В отличие от снежной пушки, ружьё не имеет вентилятора и распыляет воду прямо в окружающий устройство холодный воздух.

## Особенности устройства
Снежные ружья работают при высоких давлениях (15-50 бар) и по энергетическим затратам существенно превосходят вентиляторные снегогенераторы (снежные пушки).

## Применение
Снежные ружья предпочтительны для начального оснежения. Применяются также тогда, когда нужно получать большие объёмы искусственного снега за короткое время.
Снежные ружья, как и снежные пушки, используются для подготовки лыжных трасс на лыжных соревнованиях, горнолыжных курортах.